# Sudoměřice u Bechyně
Sudoměřice u Bechyně (en allemand : Sudomierschitz) est une commune du district de Tábor, dans la région de Bohême-du-Sud, en République tchèque. Sa population s'élevait à 769 habitants en 2020.

## Géographie
Sudoměřice u Bechyně se trouve à 6 km à l'est de Bechyně, à 18 km au sud-ouest de Tábor, à 36 km au nord de České Budějovice à 88 km au sud de Prague.
La commune est limitée par Černýšovice, Malšice et Skrýchov u Malšic au nord, par Hlavatce et Vlastiboř à l'est, par Hodětín et Hodonice au sud, et par Bechyně à l'ouest.

## Histoire
La première mention écrite du village date de 1352.